# رمث فارسي
الرمث الفارسي أو الغَضَا[بحاجة لمصدر] (باللاتينية: Haloxylon persicum) هو نوع نباتي يتبع جنس الرمث من الفصيلة القطيفية.

## الموئل والانتشار
موطنها المشرق العربي ووادي النيل.
ورد في كتاب نباتات سوريا وفلسطين وسيناء وجود هذا النبات في بلاد الشام، ولكنه وضع خطأ تحت اسم (باللاتينية: Haloxylon ammodendron).